# Horná Nitra
Die (Tourismus-)Region Horná Nitra (slowakisch Hornonitriansky región (cestovného ruchu); deutsch wörtlich „Ober-Neutra-(Tourismus)region“) ist eine Tourismusregion in der mittleren Slowakei.
Sie umfasst das Gebiet der Bezirke:
- Prievidza
- Bánovce nad Bebravou
- Partizánske
- Topoľčany

im Verlauf des Nitraflusses. Im Süden schließt sich die Region Nitra an.